# Градска општина Стари град (Београд)
Општина Стари град је градска општина Града Београда. Заузима површину од 540 ha. Према подацима са последњег пописа 2022. године у општини је живело 44.737 становника.
Име Старог града одражава историјско место и улогу старог градског средишта одакле се Београд даље развијао. Садашња општина је настала и понела данашњи назив 1957. спајањем општина Стари град, Скадарлије и дела Теразија.
Дан општине је слава Цвети, који се славе последње недеље пред Ускрс.
У општини се налази више месних заједница, једна од њих је Варош-капија.

## Локална самоуправа

### Председник општине
| Бр. | Председник          | Председник | Почетак функције  | Крај функције     | Политичка странка                                                                               |
| --- | ------------------- | ---------- | ----------------- | ----------------- | ----------------------------------------------------------------------------------------------- |
| 1   | Мирјана Божидаревић |            | 2000.             | 21. јун 2012.     | Демократска странка                                                                             |
| 2   | Дејан Ковачевић     |            | 21. јун 2012.     | 12. мај 2016.     | Демократска странка                                                                             |
| 3   | Марко Бастаћ        |            | 12. мај 2016.     | 24. августа 2020. | Демократска странка (2016) Чувати Старог града (2016−2019) Странка слободе и правде (2019−2020) |
| 4   | Радослав Марјановић |            | 24. августа 2020. | тренутно          | Српска напредна странка                                                                         |

### Скупштина општине
| Изборна листа | Места |
| --- | ----- |
| Александар Вучић - За нашу децу | 27    |
| Ивица Дачић - Социјалистичка партија Србије (СПС), Јединствена Србија (ЈС) - Драган Марковић Палма                                                           | 6     |
| Александар Шапић - Победа за Стари град | 5     |
| МЕТЛА 2020 - Милош Јовановић - Демократска странка Србије | 4     |
| Срце града - Покрет слободних грађана и нестраначких комшијских иницијатива за очување Старо града                                                           | 5     |
| Чувамо Стари град - Уједињена опозиција - Чувари Старог града, Нова странка, Уједињена демократска опозиција - Грађански демократски форум- Демократски блок | 9     |

## Демографија
Према попису из 2011. године општина Стари град има следећи етнички састав становништва:
| Етничка група | Број   |
| ------------- | ------ |
| Срби          | 43.208 |
| Југословени   | 613    |
| Црногорци     | 441    |
| Хрвати        | 268    |
| Македонци     | 203    |
| Горанци       | 156    |
| Роми          | 116    |
| Муслимани     | 97     |
| Словенци      | 84     |
| Русини        | 68     |
| Албанци       | 63     |
| Мађари        | 53     |
| Бошњаци       | 40     |
| Румуни        | 35     |
| Словаци       | 34     |
| Немци         | 31     |
| Бугари        | 28     |
| Остали        | 2.912  |
| Укупно        | 48.450 |

## Знаменитости
- Београдска тврђава
- Калемегдан
- Кнез Михаилова улица
- Теразије
- Дорћол
- Трг Републике
- Студентски трг
- Скадарлија
- Косанчићев венац